# Ljoebasja

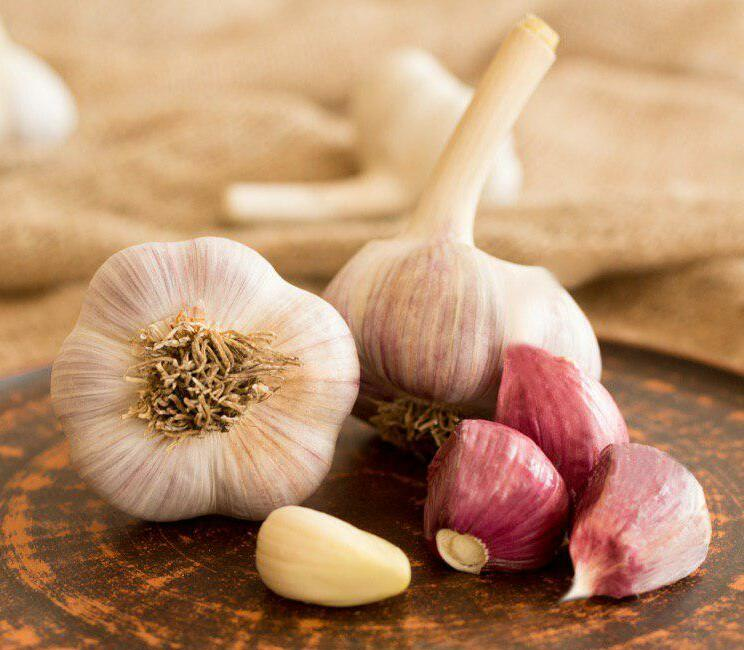
Knollen met tenen

De ljoebasja (Oekraïens: Любаша) is een Oekraïens winterknoflookras met grote bollen.

## Geschiedenis
Het eerste exemplaar van het knoflookras werd in de jaren 90 ontdekt door Ivan Zacharenko als wilde plant op een verlaten terrein bij de stad Molotsjansk in de regio Zaporizja. Na eerste vermeerderingsgangen werd zij in 2008 in het nationale register van cultuursoorten van Oekraïne opgenomen. Het ras is sindsdien zeer succesvol als commercieel gewas en wordt in Oekraïne, de Russische Federatie en de Baltische staten verbouwd. Ook bleek het ras onder voor knoflook ongunstige klimaatomstandigheden in landen van de Kaukasus goed aan te bouwen te zijn. 

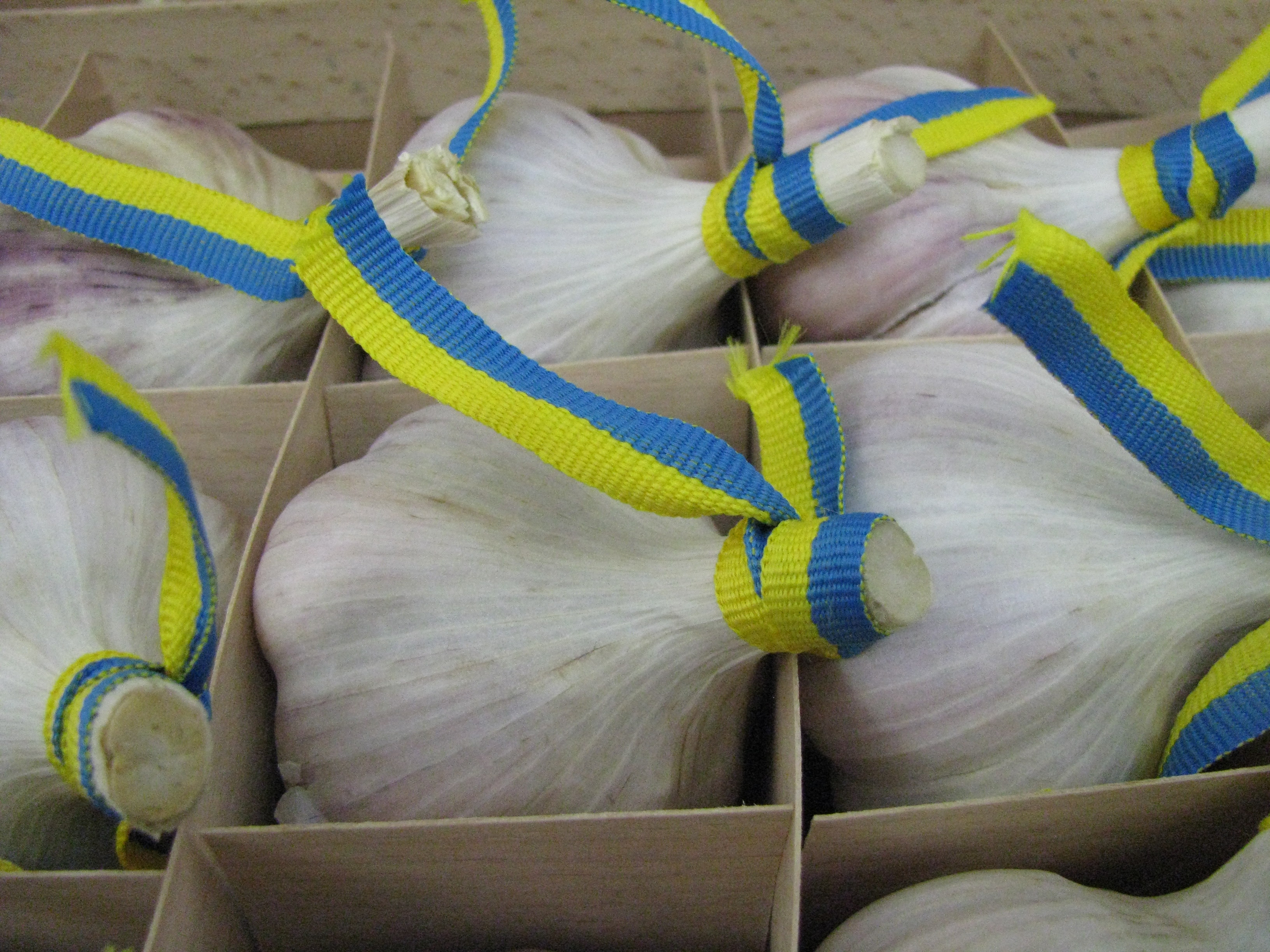
Apart ingepakte bollen

## Kenmerken
Het is een zogenaamde hardneckvariëteit. De bol bevat 5-9 tenen en weegt ca 100 tot 120 g. De buitenste schil is wit met soms roze en paarse aders. Het vruchtvlees is daarentegen roomkleurig. De plant zelf wordt tussen 100 en 120 cm hoog.

## Aanbouw
De soort is winterhard en weerstaat temperaturen van -22°C tot +40°C. De bevattelijkheid voor virussen en andere ziekten is gering. De opbrengst is in West-Europa ca 10 ton per hectare, waarbij opbrengsten van 24 ton in de Baltische staten en 34 ton in Oekraïne gerapporteerd worden. Ook na een opslag van meer dan 10 maanden verliest de knoflook nauwelijks iets van het aroma.